# キングオブギャグ4コマ
『キングオブギャグ4コマ』とは、複数人のギャグ4コマ漫画作家によって描き下ろされた、マイクロマガジン社出版の日本のアンソロジーコミックである。キャッチコピーは「新時代の4コマ師 ここに集う 最強ギャグ4コマビックバン!!」

## 概要
雑誌媒体で活躍する漫画家のほか、インターネット上で作品を発表する新進気鋭の漫画家による4コマ漫画集。「面白ければOK」というルールのもと作品が描かれているため、ストーリーがあるものや1つのネタごとに完結してるもの等形式は様々で、各漫画家の特色が表れている。全て読み切りである。
インターネット上で注目を集めている漫画家が多く参加しており、単行本として掲載されるのは初めての漫画家も多い。

### ギャグ4コマ大賞
漫画投稿サイト「マンガごっちゃ」にて、2015年3月2日から4月10日の期間に「ギャグ4コマ大賞」というコンテストが開催された。商業誌未発表のギャグをテーマにしたオリジナル4コマ漫画を募集するコンテストで、最優秀者と準優秀者の作品は『キングオブギャグ4コマ』の掲載を確約するというものだった。応募者にプロ・アマチュアの制限はなく、審査はマンガごっちゃ編集部による。
受賞者と授賞作品は以下の通り。最優秀賞と準優秀賞の作品は単行本に掲載、審査員特別賞の作品は後述のメロンブックスの特典に掲載された。
- 最優秀賞
  - ジョンソンともゆき「なんだかゆかいな」
- 準優秀賞
  - naga「シャー・マニ子」
- 審査員特別賞
  - さとう彰禧「ごゆるりと参りましょう」
  - アユタミシン「そうじき者は伝説の」
  - 米立栗男「タマよ、サラバ!」
  - 八鷺一郎「轢かれる君」

## 掲載作品・参加作家
掲載順。
| タイトル                                                                       | 作者               | キャッチコピー                          |
| ------------------------------------------------------------------------------ | ------------------ | --------------------------------------- |
| 出張メロンコリニスタ                                                           | ニャロメロン       | ギャグ4コマ界の革命児                   |
| クズ太郎。                                                                     | まめきちまめこ     | ニート界の一番星                        |
| ゾンビ姫                                                                       | えのきづ           | 毒を持って4コマを制す                   |
| なでしこスタイル                                                               | うず               | はまると抜け出せない4コマ鳴門海峡       |
| 最終未確認生物 UMAちゃん                                                       | ぱげらった         | 野に放たれた平成の怪物くん              |
| ピンチな4コマ                                                                  | ハトポポコ         | 天然無法地帯                            |
| ラ・ポワトリーヌ〜おっぱいプリン専門店〜                                       | G3井田             | 変幻自在の3つ星レストラン               |
| ふたりでユリメリアン♥                                                          | 海月れおな         | 百合めくる狂気のファンタジスタ          |
| ハイパー片思い                                                                 | 人形               | 狂気とシュールのパペットマスター        |
| キングオブギャグ学園                                                           | 5月病マリオ        | ネット界のレオナルド・ダ・ヴィンチ      |
| 自分がツインテールのかわいい女の子だと思い込んで、 今日の出来事を4コマにする。 | ルーツ             | 摩訶不思議ゆるふわワールド              |
| ユーレイライフ                                                                 | 横山了一           | 猪突猛進 無限ボケ地獄                   |
| センチメンタル高校                                                             | 小野ほりでい       | 知性の野獣                              |
| 鷹宮れんはモテたいだけ                                                         | お肉おいしい       | 予測不能回避不能の弾丸ライナー          |
| はなまるみにっつ                                                               | まがりひろあき     | まがれない暴走魔晄列車                  |
| 255の4のコマ 13連                                                              | 255                | ザ・グレートシュール                    |
| ねっちゃ!!                                                                     | 雑君保プ           | ハマリ芸必至のバランスブレイカー        |
| ヤング山本アットホーム                                                         | 山本アットホーム   | 笑撃の2LDKロフト付き                    |
| 最後のしつもん                                                                 | クール教信者       | 萌えて笑える4コマ界のディープインパクト |
| シャー・マニ子さん                                                             | naga               | ギャグ4コマ大賞準優秀賞作品             |
| なんだかゆかいな                                                               | ジョンソンともゆき | ギャグ4コマ大賞最優秀賞作品             |

### キングオブギャグ4コマ総選挙
発売に合わせ、一番面白かった作品を読者投票で決める「キングオブギャグ4コマ総選挙」が実施された。単行本付属のはがきで投票し、投票者のうち3名に作者の直筆サインが抽選で当たるというもので、もっとも投票数をあつめたのはジョンソンともゆきだった。

## 特典
メロンブックスとヴィレッジ・ヴァンガードでは購入特典が付いた。
- メロンブックス
「出張メロンコリニスタ メロンブックス出張版 + ギャグ4コマ傑作選」

ニャロメロンによる描き下ろし4コマと前述の審査員特別賞の作品が掲載された小冊子
- ヴィレッジ・ヴァンガード
「キングオブギャグ4コマ 参加作家によるサイン入りペーパー」

ニャロメロン、えのきづ、海月れおな、5月病マリオのイラストを使用したペーパー

## 書誌情報
- マイクロマガジン社〈マイクロマガジン☆コミックス〉、2015年5月--日初版発行（2015年5月29日発売[1]）、ISBN 978-4-89637-506-0